# Computador humano

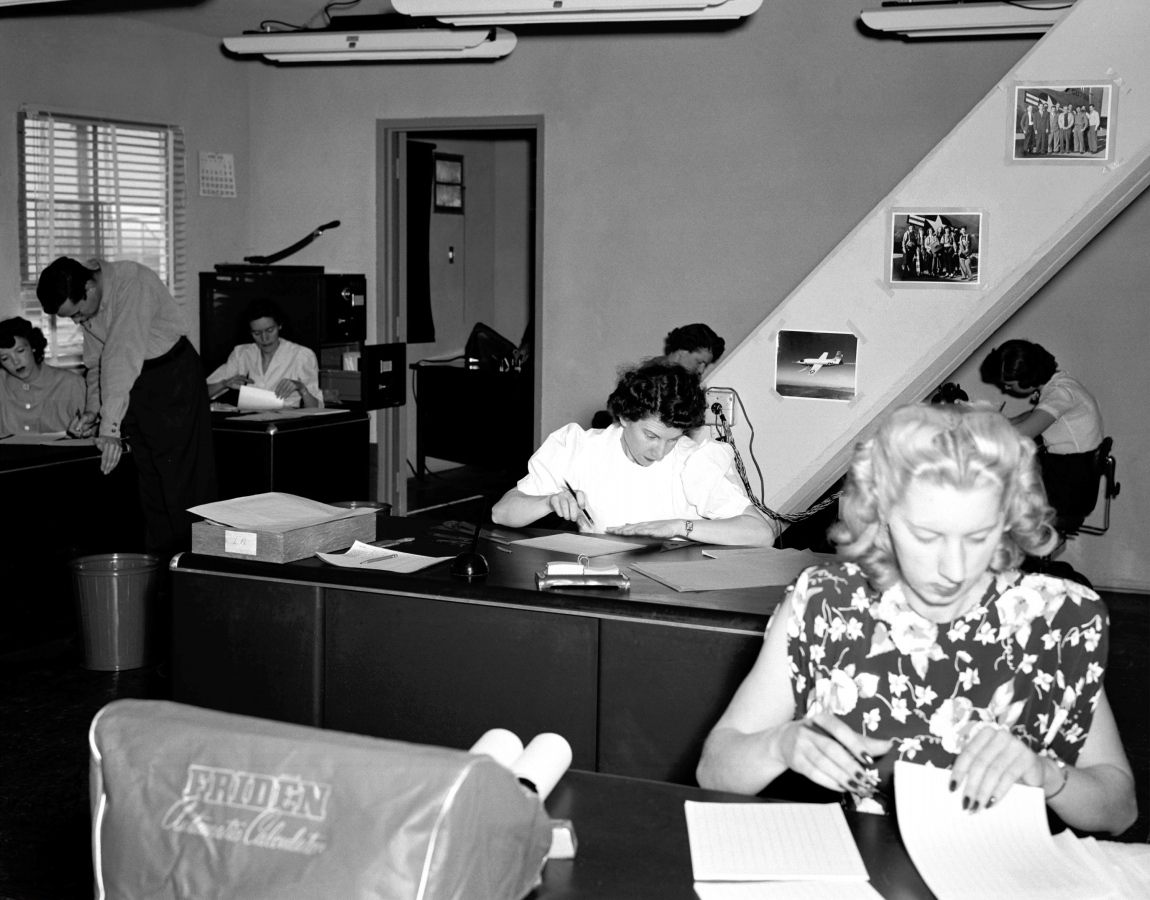
NACA High Speed Flight Station "Computer Room" (1949)

O termo "computador", em uso desde o século XVII (a primeira referência conhecida data de 1613), significa "alguém que computa": uma pessoa realizando cálculos matemáticos, antes que computadores eletrônicos estivessem comercialmente disponíveis. "O computador humano tem de seguir regras fixas; ele não tem autoridade para desviar delas em qualquer detalhe". (Turing, 1950) Grupos de pessoas eram usados frequentemente para realizar longos e por muitas vezes tediosos cálculos; o trabalho era dividido, para que todos trabalhassem simultaneamente.
A primeira vez que o termo "computador" apareceu no The New York Times foi em 3 de fevereiro de 1853, em um obituário:
"Mr. Walker era conhecido por ser um notório astrônomo e um habilidoso computador."
Desde o fim do século XX, o termo "computador humano" tem sido aplicado a indivíduos com prodigiosas habilidades para aritmética mental, também conhecidos como calculadoras humanas.

## Origens na astronomia
O método era usado para cálculos astronômicos e outros cálculos complexos. Talvez o primeiro exemplo de computação humana tenha sido organizado pelo francês Alexis Claude Clairaut (1713–1765), quando ele dividiu os cálculos para determinar o retorno do Cometa Halley com dois colegas, Joseph Lalande e Nicole-Reine Lepaute.
Para alguns homens, ser um computador era uma posição temporária até que eles conseguissem um cargo melhor. Para as mulheres, o cargo geralmente não permitia a ascensão profissional, com algumas exceções, como Mary Edwards, que trabalhou, de 1780 a 1815 como uma das trinta computadoras para o British Nautical Almanac usado para navegação marítima. Isso mudou no fim do século XIX com  Edward Charles Pickering. O seu grupo foi chamado algumas vezes de  "Pickering's Harem". Muitas das mulheres astrônomas dessa época foram computadoras, Henrietta Swan Leavitt sendo possivelmente a mais conhecida, que trabalhou com Pickering a partir de 1893.
Florence Cushman foi outra computadora da Harvard University a partir de 1888. Entre seus mais conhecidos trabalhos estava A Catalogue of 16,300 Stars Observed with the 12-inch Meridian Photometer. Ela também trabalhou com Annie Jump Cannon.
Computadoras normalmente ganhavam metade do que seus colegas homens.
O matemático indiano Radhanath Sikdar foi empregado como "computador" para o Great Trigonometrical Survey da Índia em 1840.  Ele foi o primeiro a identificar e calcular a altura da montanha mais alta da terra, o Monte Everest.

## Dinâmica de fluidos
Computadores humanos foram usados para prever os efeitos da construção da Afsluitdijk em Zuiderzee. A simulação foi feita por Hendrik Lorentz.
Uma visionária aplicação para meteorologia pode ser encontrada no trabalho científico de Lewis Fry Richardson quem, em 1922, estimou que 64 mil humanos poderiam prever as condições meteorológicas para o mundo inteiro resolvendo certas equações numéricas. Em 1910 ele havia usado computadores humanos para calcular as tensões no interior de uma barragem de alvenaria.

## Computação em tempos de guerra e a invenção de computadores eletrônicos
Computadores humanos tiveram papéis cruciais na Segunda Guerra Mundial. Boa parte dos computadores eram mulheres, frequentemente com diplomas em matemática.  No Projeto Manhattan, computadores humanos, trabalhando com um diversos auxílios mecânicos, realizaram estudos numéricos das fórmulas complexas relacionadas à fissão nuclear. Como as seis pessoas responsáveis por resolver problemas no ENIAC fizeram parte de um corpo de computadores humanos, os primeiros programadores de computadores foram mulheres. Elas foram Kay McNulty, Betty Snyder, Marlyn Wescoff, Ruth Lichterman, Betty Jean Jennings, e Fran Bilas.
Após a Segunda Guerra Mundial, a NACA usou computadores humanos para transcrever dados não processados de filme celuloide e papel oscilográfico e depois, usando réguas de cálculo e calculadoras eletrônicas, reduzir os dados para unidades padrão.

## Uso do termo para se referir a humanos na computação humana
O termo "computador humano" foi recentemente usado por um grupo de pesquisadores que se referem aos seus trabalhos como "computação humana" (human computation). Nesse sentido, "computador humano" se refere a atividades humanas no contexto de computação humana (human-based computation - HBC). Esse uso é questionável pela seguinte razão: HBC é uma técnica computacional em que uma maquina delega certas tarefas a humanos (não necessariamente algorítmicas). Na verdade, na maioria das vezes, humanos no contexto de HBC não são providos com uma sequencia de passos exatos que necessitam ser executados para obter uma resposta. HBC é agnóstica sobre como humanos solucionam o problema. É por isso que o termo outsourcing é usado na definição. O uso de humanos como "computadores humanos" no contexto de HBC é muito raro.